# Idioma regional
Un idioma regional es una lengua hablada en un área pequeña de un estado nacional, como una provincia, municipio o comarca.
Se puede entender como lenguas regionales aquellas que han sido usadas tradicionalmente en un territorio de un estado pero que constituyen un grupo numéricamente inferior al resto de la población del estado o también aquellas lenguas que son distintas a las lenguas oficiales del estado en cuestión, al menos, así lo define la Carta Europea de las Lenguas Minoritarias o Regionales.

## Influencia en el número de hablantes
Existen muchos casos en que algunas lenguas regionales tienen más hablantes que lenguas nacionales u oficiales en estados soberanos. Por ejemplo, el catalán (regional en Francia, España e Italia y oficial en Andorra) tiene más hablantes que el finés y el danés, lenguas oficiales y nacionales en Finlandia y Dinamarca, respectivamente. En China, la lengua wu, hablada al sur de Jiangsu, tiene más de 90 millones de hablantes, superando en número de nativos al mismo francés, y el cantonés, una lengua regional de Guangdong, Hong Kong y en algunas zonas de China, tiene 60 millones hablantes, superando al italiano.

## Idiomas oficiales como idiomas regionales
Un idioma oficial en un determinado país puede ser también una lengua regional hablada en un país vecino. Por ejemplo:
- Afrikáans, una lengua oficial de Sudáfrica, es una lengua regional en Namibia.
- Cantonés, uno de los idiomas oficiales en Hong Kong y Macao, es una lengua regional en la provincia de Guangdong, China.
- Casubio, la lengua regional en Polonia.
- Catalán, la lengua oficial de Andorra y España, es una lengua regional en España (Cataluña, Baleares y Comunidad Valenciana), Francia (Pyrénées Orientales) e Italia (Alghero).
- Alemán, un idioma oficial en Austria, Bélgica, Alemania, Liechtenstein, Luxemburgo y Suiza, es un idioma regional en Italia (Provincia autónoma de Bolzano), Polonia (Silesia), Francia (Alsacia y Lorena) y Dinamarca.
- Húngaro, una lengua urálica y oficial en Hungría, es una lengua regional en Rumania cuya lengua oficial, rumano, es una lengua románica.
- Irlandés, la primera lengua oficial de la República de Irlanda, es un idioma regional en Irlanda del Norte la cual es un país constituyente del RU.[aclaración requerida]
- Coreano, la lengua oficial de Corea, es una lengua regional en China (Prefectura autónoma coreana de Yanbian).
- Ruso, oficial en Rusia y Bielorrusia, es una lengua regional en Abkhazia, Osetia del Sur y en otras entidades.
- Turco, la lengua oficial de Turquía y Chipre, es una lengua regional en Kosovo.

- Datos: Q770220